# Denys Ustymenko
Denys Olehovyč Ustymenko (in ucraino Денис Олегович Устименко?; 12 aprile 1999) è un calciatore ucraino, attaccante dell'Obolon'.

## Caratteristiche tecniche
È un centravanti.

## Carriera

### Club
Ha giocato nella prima divisione ucraina con l'Oleksandrija.

### Nazionale
Con la nazionale Under-20 ucraina ha preso parte al campionato mondiale del 2019.

## Palmarès

### Nazionale
- Campionato mondiale Under-20: 1

Polonia 2019